# Maulers de Pittsburgh
Stade
Maillots
Les Maulers de Pittsburgh (en anglais : Pittsburgh Maulers) est une franchise professionnelle de football américain basée à Pittsburgh en Pennsylvanie qui a joué pendant deux saisons (2022 et 2023) dans la division Nord de l'United States Football League dont elle a été une des huit franchises fondatrices.
L'équipe a joué ses matchs à domicile dans le Tom Benson Hall of Fame Stadium (en) de Canton dans l'Ohio, stade qui accueille également le Pro Football Hall of Fame Game (en). En 2022, elle a joué ses matchs au Protective Stadium et au Legion Field.

## Histoire
Le 22 novembre 2021, à l'occasion du show The Herd with Colin Cowherd (en) sur la Fox Sports 1, le présentateur annonce officiellement que les Maulers de Pittsburgh seront une des huit franchises à prendre part à la nouvelle compétition de l'USFL. Le 20 janvier 2022, lors du même show, il est révélé que les postes de directeur général et d'entraîneur principal des Mauers sont attribués à Kirby Wilson (en), ancien entraîneur des runnings backs en NFL. Ce dernier annonce le 9 février 2022 qu'il occupera également le poste de coordinateur offensif et que le poste de coordinateur défensif sera occupé par Jarren Horton (ex coordinateur défensif des Huskies du Connecticut en NCAA). Le quarterback Kyle Lauletta est sélectionné en 7e choix global lors de la draft 2022 de l'USFL. 
L'équipe perd ses quatre premiers matchs (pire d'part de la ligue) mais battent les Gamblers de Houston 21 à 20 avec l'aide du quarterback Vad Lee nouvellement engagé en remplacement de Lauletta. L'équipe termine la saison avec un bilan négatif de 1-9 (le pire de la ligue) et n'est pas qualifiée pour la phase finale. Le 1er choix de la draft 2023 est néanmoins attribué aux Panthers du Michigan, vainqueur 33-21 des Maulers.
O
Le 18 octobre 2022, la franchise engage Lonnie Young en tant que nouveau directeur général. Début janvier 2023, Wilson se retire pour raisons personnelles et est remplacé le 17 janvier 2023 par l'entraîneur principal Ray Horton.

## Palmarès
| Saison | Entraîneur        | Saison régulière | Saison régulière | Saison régulière | Saison régulière | Saison régulière | Saison régulière | Saison régulière | Saison régulière                 | Phase finale                     |
| ------ | ----------------- | ---------------- | ---------------- | ---------------- | ---------------- | ---------------- | ---------------- | ---------------- | -------------------------------- | -------------------------------- |
| Saison | Entraîneur        | Nb               | V                | D                | N                | %                | +                | -                | Classement                       | Phase finale                     |
| 2022   | Kirby Wilson (en) | 10               | 1                | 9                | 0                | 10,0             | 147              | 243              | 4e division Nord                 | Non qualifié                     |
| 2023   | Ray Horton (en)   | Saison en cours  | Saison en cours  | Saison en cours  | Saison en cours  | Saison en cours  | Saison en cours  | Saison en cours  | Saison en cours                  | Saison en cours                  |
| Totaux | -                 | 10               | 1                | 9                | 0                | 10,0             | 147              | 243              | 0 titre, 0 match de phase finale | 0 titre, 0 match de phase finale |

## Records de la franchise
| Statistique               | Joueur              | Record         | Saison |
| ------------------------- | ------------------- | -------------- | ------ |
| Yards gagnés à la passe   | Vad Lee (en)        | 729 yards      | 2022   |
| Yards gagnés à la course  | Madre London (en)   | 415 yards      | 2022   |
| Yards gagnés en réception | Tre Walker          | 362 yards      | 2022   |
| Bilan par entraîneur      | Kirby Wilson (en)   | 1/10 victoire  | 2022   |
| Nombre de sacks           | Carlo Kemp (en)     | 5 sacks        | 2022   |
| Nombre d'interceptions    | 7 joueurs à égalité | 1 interception | 2022   |